# Palmas (Paraná)
Palmas is een stad en gemeente in het zuiden van de staat Paraná in Brazilië. De stad werd gesticht in 1877, en ligt op een hoogte van 230 meter. In 2004 had het een geschatte inwonersaantal van 38.011, verdeeld over 1586,1 km².
Palmas is tevens de hoofdplaats van de microregio Palmas.